# Trypeticus lackneri
Trypeticus lackneri är en skalbaggsart som beskrevs av Kanaar 2003. Trypeticus lackneri ingår i släktet Trypeticus och familjen stumpbaggar. Inga underarter finns listade i Catalogue of Life.